# Stibaractis triphasia
Stibaractis triphasia là một loài bướm đêm trong họ Geometridae.